# 思溪百寿堂
思溪百寿堂又名承志堂，是一座清代古宅，位于江西省上饶市婺源县（旧属安徽省徽州府）思口镇的中国历史文化名村、中国传统村落思溪村。
承志堂建于清代中期。包括正厅百福厅和边厅百寿花厅。其屋檐、廊柱等处布满精美的木雕图案，以及各种不同字体的“福”字和“寿”字。其中百福厅有上百个“福”字木雕，二楼为敞开式，较为粗糙，保护亦不理想。百寿花厅建于清嘉庆年间，原为承志堂的迎宾客馆，采用“四水归堂”形制。在十二扇隔扇门的中间，阳刻96个不同字体的“寿”字木雕。 
思溪百寿堂已列为上饶市文物保护单位。